# Nadosaljachadyta
La Nadosaljachadyta (in russo Надосаляхадыта?) è un fiume della Russia siberiana occidentale, affluente di destra del Pur. Scorre nel Circondario autonomo Jamalo-Nenec.
Il fiume nasce e scorre nella parte settentrionale del bassopiano della Siberia occidentale; il suo corso si svolge dapprima in direzione nord-occidentale, poi mediamente sud-occidentale; sfocia nel fiume Pur a 144 km dalla foce. Ha una lunghezza di 146 km, il bacino è di 1 470 km².